# 普救一位神教
普救一位神教（英語：Unitarian Universalism），是一個開明、包容的宗教。UU一般珍惜創造性、自由、慈心；接受多元化和互聯性；致力促進個人靈性成長；並且通過禮拜、同伴關係、個人經驗、社會行動、善行、和教育，促進公義。
UU运动原是综合了自由主義神學基督新教的「一位神派」（Unitarianism）和「普救派」（Universalism）两派观点而成，但不属于基督教派。虽然不少UU信徒欣賞和重視基督教靈性的元素，但此宗教本身对信奉的具体内容并无要求，纯属个人选择。UU信众是基于一同靈修的目的结成盟约，而非由于某种宗教信条达成。UU教会和信众从世界中各种宗教和哲学文字寻找启示。UU信徒的信仰各不相同，有人文主义、犹太教、基督教、伊斯兰教、印度教、锡克教、佛教、道教、綜攝、普神论、新異教主義、无神论、不可知论、泛神论、萬有在神論、泛自然神論、自然神论、巴哈伊信仰等等多种。
UU运动始于1961年，当时位於美國的普救一位神教協會由「美國一位神派協會」和「美國普救派教會」合併組成。基地位於波士頓，服務在北美洲的教會，是該宗教在世界上最大的組織。它公開地代表超過217,000名會員，採用會眾制或公理會的教會制度模式。國際一位神派及普救派協會（ICUU）1995年成立，服務世界各地的UU教會和前述两种自由主义神学教会。

## 成員結構
普救一位神教是一個明確接受宗教多元主義的非教義宗教。此運動在整體上甚至在個別教會之內尊重不同的信仰傳統。它可以被看成是一個融合的宗教，因為它的信念及崇拜禮儀往往取裁自各種不同的信仰。這種對寬容及接納的強調是普救一位神教與其他宗教之間的主要區別。教會歡迎同性戀者、雙性戀者、變性者及身心障礙，不會基於膚色、國籍、或種族歧視任何人。成員中的大部份認為自己是人文主義者，餘下的許多也許会持基督教、佛教、猶太教、異教、無神論、不可知論、泛神論、或其它信仰的信仰标签，又或是不選擇任何標籤。這種廣闊的多元性被認為是信仰的優點，因為強調成員對生命意義的共同追尋而不是對任何教條的緊持。許多教會有學習小組學習新異教、基督教、佛教、猶太教、伊斯蘭教、和其它信仰傳統的教義和靈性修習。牧師詹姆斯·福特（Rev. James Ford）甚至是一位禪宗大師。
在一項由UUA報告但非由其支助的普查中在美國的 UU 者被提供一份名詞清單，被問到那一個或多個名詞是對他們的信仰的最佳描述。最普遍的選擇是：
- 人文主義者 - 54%
- 不可知論者 - 33%
- 大地女神信仰（Earth-centered）者 - 31%
- 無神論者 - 18%
- 佛教徒 - 16.5%
- 基督徒 - 13.1%
- 異教徒（新異教主義） - 13.1%

眾多教會間的信仰傾向相當廣泛，一些傾向某些宗教信仰，許多主張信仰的會集。不管取向如何，多數教會對不同的信仰是相當開放的，雖然不一定均等。在組織之內的當前趨勢是回歸擁抱有神論，導致世俗人文主義、不可知論、和無神論及移向異教和自由派基督教。這在該組織的整體人口統計數據反映出來。非有神論者（non-theists）較少存在於50歲以上的年齡組，他們慢慢地老去。非有神論者也較多存在於18歲以下的年齡組，但這沒有令成人之中的非有神論者多起來，因為這些青年在到達成年時比他們的同輩更可能離開教會。這解釋了18歲以下年齡組和30歲以上年齡組之間的空白，反映在生育年齡層缺乏未有子女的成年人。另一項重要的數據是在普查中自認是普救一位神教的人比上教會的人多很多，反映許多已離開教會的人仍然認定自己是組織的一部分。
雖然某些成員是自小在教會中長大，一個更加了不起的數字是更多的成員乃來自別的宗教背景，因著各種各樣的原因加入 UU 信仰。UU 經常成為其它信仰的成人「難民」的收容所。如果母親和父親來自不同的宗教背景，他們經常選擇帶他們的孩子來 UU 教會作為妥協。不相信某些教條但又想給他們的孩子一些宗教教育的父母也會被吸引到教會。在教會長大的孩子虽然不一定但多數會上星期天的宗教教育班，這些如同在基督教會裡的主日學。班會討論道德價值和成長的問題，並且探索其他宗教的教導和傳統。經驗上，長大後的孩子多會傾向於加入更加傳統的教會或選擇不上任何一個教會。最近，教會致力在他們進入大學以後仍保留他們在教會之內，雖然這努力尚未完全成功。

## 信仰
雖然沒有官方的信條或教條，但是教會尊重普救一位神教协会的「原則」和「來源」。這些是以民主方式由成員教會按會員人數比例投票表決達成的，他們各自的信仰是多種多樣的，他們彼此間對信仰和傳統的態度是寬容和接受，而非專注於學說或信仰，他們通過共同協議或盟約找到最重要的信念：會眾同意“確認並促進”七項原則：

### 七項原則
1960年通過的《原則，宗旨和淵源》可以在一神論普遍主義者協會的章程中找到。
原則表達如下：
我們，一神普救會的會員，誓約並促進：
- 每個人固有的價值和尊嚴；
- 人際關係中的正義，平等和同情心；
- 彼此接受並鼓勵我們會眾的屬靈成長；
- 自由和負責任地尋求真理和意義；
- 良知權和在我們各教會以及整個社會中使用民主進程的權利；
- 國際社會以人人享有和平，自由與正義為目標；
- 尊重我們所參與的一切存在的相互依存的網絡。

### 六個來源
一神普救會不是尊重狹隘的單一宗教傳統，而是接受來自包括六種來源在內的多種“生活傳統”：
- 在所有文化中都證實了對超越神秘和奇觀的直接體驗，這使我們轉向精神的更新和對創造和維持生命的力量的開放；
- 宗教先知的言行，使我們以正義，同情心和愛的能力來面對邪惡的力量和體制；
- 來自世界宗教的智慧啟發我們的道德和精神生活；
- 猶太教和基督教教義呼籲我們通過愛護自己的鄰居來回應上帝的愛；
- 注意理性和科學結果的人本主義教義，警告我們不要思想和精神上偶像崇拜。
- 以地球為中心的傳統精神教義，慶祝著生命的神聖循環，並指示我們與自然的節奏和諧相處。

一位神派的普遍主義原則和宗旨隨著時間的流逝而發生了變化，以表明成員之間對信仰和傳統的廣泛接受。第七項原則（1985年通過），“尊重我們所參與的所有存在的相互依存的網絡”，第六項來源（1995年採用），“慶祝地球神聖圈的以地球為中心的傳統的精神教義”生活，並指導我們與自然節奏和諧相處”，明確加入了具有新異教徒，美洲原住民和泛神論精神的成員。
缺乏信條或教條曾經引起一些批評，認為是沒有宗教內容的。2004年5月，德克薩斯財政監察官Carole Keeton Strayhorn裁決普救一位神教不是宗教，因為它「沒有一個信仰系統」，從而剝奪在德克薩斯州Denison市的Red River教會的免稅地位。但是，在幾星期之內 Strayhorn 推翻了她自己的裁決。

### 對聖經的態度
普救一位神教對於基督教《聖經》和其它神聖典籍的態度可於《我們的UU信仰：常見問題》中找到：我們並不把《聖經》或任何對人的經驗的記載當作無誤的指南或真理的唯一泉源。《聖經》的許多材料是神話或傳奇。但不應以那個理由把它拋棄！相反，我們應該依照它的本相珍惜它。我們相信，我們應該使用想像力和批判的眼光，像讀其它書（或報紙）一樣地讀《聖經》。我們也同樣地尊重其他宗教的神聖文學、現代科學、當代藝術、和社會評論等。套用老生常談的自由派用語：「啟示仍未結束」（"revelation is not sealed"）。UU 嚮往如世界一般寬闊的真理，我們在世上任何地方尋找真理。

### 電梯講話
最近《UU世界》（UU World）雜誌請求讀者貢獻解釋「UU主義」的「電梯講話」，即在乘搭電梯其間可使用的極簡短信仰聲明。這是其中三篇遞交的講話：
在普救一位神教教會，我們聚集成為一個社群以支持我們各人的靈性旅程。我們相信，開放地面對彼此的經驗能促進我們自己理解與神的關係、與我們的歷史的關係、及與我們彼此之間的關係。— Jonalu Johnstone 牧師，奧克拉荷馬市，奧克拉荷馬州
我們相信，您的靈性生命是個人的，是一個在個體與神祇之間的關係，無論您怎樣定義祂。我們為您提供一個安全的地方讓您去發現和追求您自己的道路，而不是為您選擇您的道路。— Lyn Worthen，鹽湖城，猶他州
普救一位神教相信，所有生命都是神聖的，所有存在都是互相聯繫的，正義和慈心必須成為我們的思想及行為的基石。— Ann Creech, Roswell, GA

## 歷史
傳統上，「一位神派」是基督教的一個宗派。這詞可以指任何對耶穌的本質的信仰使它肯定上帝為單一個體，拒絕「三位一體」（按：聖父、聖子、聖靈同是上帝）的教義。在325年的第一次尼西亞會議上，「一位神派」被「三位一體論派」排拒，但後來在教會歷史上捲土重來。「一位神派」教會在十六世紀正式在特兰西瓦尼亚和波蘭（被稱為苏西尼主义）建立。米格尔·塞尔韦特，一位西班牙的原型「一位神派」者，同時受到新教歸正宗與羅馬天主教給予異端之名指控，最終於1553年在日內瓦被日內瓦理事會判火刑而死。
在美國，「一位神派」運動主要於新英格蘭公理宗的教區教會裡開始萌芽。這些教會今天仍然可於幾乎每個新英格蘭鎮中心看見，其根源可追訴致清教徒殖民地為管理上的需要而劃分成教區。在美國革命以後，他們各自獨立和組織成個別的教會，選舉他們自己的牧師。
自18世紀晚期起，「一位神派」運動在一部份這些教會之內展開。當「一位神派」與「三位一體論派」之間的衝突不斷升級，「一位神派」於 1805年在哈佛大學獲取了一個關鍵的教職位置。當爭執達到了高峰，驅使「美國一位神派聯會」於1825年成立，成為一個獨立的宗派。
在分裂以後，一部份那些教會仍然留於公理會中，其他的則投票變成「一位神派」。在他們自己各種各樣的歷史情況下，這些教會有些歸入公理會組織（即後來的聯合基督教會），有些成為美國普救一位神教協會和它的先輩組織的成員，另一少部份則同時隸屬於兩個組織，明確地自稱為基督徒普救一位神教教會。
19世紀在愛默生（他曾是一位「一位神派」牧師）並其他超驗主義的影響之下，「一位神派」進入一個漫長的旅程，由自由派基督新教發展到今天的融合模式。
「普救派」是另一個歷史悠久的基督教「異端」。它拒絕「不信者下地獄」的教義；相反，它宣告充滿愛的上帝會救贖所有靈魂。「普救論」派於1793年在美國以一個單一的宗派出現，它最終稱為「美國普救派教會」。
這兩個宗派總有很多共通處，它們之間也常有溝通；在公眾眼中，它們經常被關聯起來。在它們合併之前多年，一個關於「一位神派」及「普救派」的說法是：「普救論派相信上帝很好以至於不刑罰人，而一位神派相信人很好以至於不會被上帝刑罰。」
「一位神派」及「普救派」兩者皆隨著時日發展成包容、寬容、沒有嚴苛教條的宗教。在1961年「美國一位神派協會」與「美國普救派教會」合併而成為美國普救一位神教協會。同年「加拿大一位神派協會」（Canadian Unitarian Council, CUC）成立並成為普救一位神教协会的支部，為加拿大的普救一位神教者的需要和旨趣服務。CUC在2002年脫離了普救一位神教协会。
「國際普救一位神教協會」（International Council of Unitarians and Universalists，ICUU）在普救一位神教协会協助下1995年成立。

## 標誌
普救一位神教最普遍的標誌是火焰杯，由分別代表「一位神派」和「普救派」的兩個重疊圓環包圍著。其它標誌包括一個在圈子內輕微離心的十字架（一個與二十世紀中叶Humiliati運動相關的「普救論」標誌）和一對正在釋放著一隻鴿子的放開的雙手。

## 崇拜儀式與聚會
與神學方面相似，普救一位神教的崇拜儀式往往是其他信仰傳統元素加上原創的實踐與象徵的混合。一些教會也許難於從自由派基督新教教會分辨，其他的則對於傳統信仰人士來說不太像一所教會。
崇拜聚會通常在星期天舉行，並一般在某種程度上類似基督新教的崇拜形式和格式。崇拜通常有一定程序，包括頌唱詩歌及教會牧師講道。
但是，多數普救一位神教教會不執行傳統基督教禮儀，譬如洗禮、聖餐、或堅信，雖然許多在「UU 協會中的基督教會協會」（Council of Christian Churches within the Unitarian Universalist Association, CXCUUA）的成員仍然執行那些禮儀。其它替代這些傳統禮儀的儀式包括「水聖餐」（Water Communion）、「花聖餐」（Flower Communion）及嬰兒和孩子奉獻禮。少年多會經過「成年禮」（Coming of Age），一個在當中他們能探索他們自己的個人信仰和靈性的課程。音樂不限於傳統詩歌，而是經常包括其它信仰傳統中的器樂或歌唱曲目。官方的詩集收集基督教及其他傳統的歌曲，但歌詞則經修改以降低宗教性，以防冒犯某些人。
一些群體明確地自稱「團契」（fellowship），而非「教會」。這些群體一般比其它普救一位神教教會較年輕和小規模，也傾向較不傳統的崇拜形式。但也有教會在壯大後仍然喜歡保留「團契」的稱謂。

## 注解
1. ↑  或稱一神普救派、一神普救教。这两个翻译是基于“一位神派”称为“一神论派”的翻译，但容易误导人认为教会信奉一神论。
2. ↑  简单来说，一位神派反对三位一体，否认原罪；普救派主张上帝会普救众生（英语：History of Christian universalism），其中也包括罪人。在英语世界，这两个教派在寻求基督教根本教义的过程中，开始认定耶稣基督并非教义的必须成分。